# Álvaro Rudolphy
Álvaro Gonzalo Rudolphy Fontaine (né le 24 mai 1964 à Viña del Mar) est un acteur chilien.

## Filmographie
| Films | Films            | Films      | Films       |
| Année | Film             | Personnage | Réalisateur |
| ----- | ---------------- | ---------- | ----------- |
| 2000  | Tierra del fuego | Schaeffer  |             |
| 2003  | Sexo con Amor    | Álvaro     |             |
| 2008  | Chile Puede      | Javier     |             |

## Télévision

### Telenovelas
| Telenovelas | Telenovelas              | Telenovelas                                 | Telenovelas |
| Année       | Telenovela               | Personnage                                  | Chaîne      |
| ----------- | ------------------------ | ------------------------------------------- | ----------- |
| 1988        | Matilde Dedos Verdes     | Mauricio                                    | Canal 13    |
| 1989        | Bravo                    | Mauricio                                    | Canal 13    |
| 1990        | Acércate Más             | Rodrigo                                     | Canal 13    |
| 1991        | Ellas por Ellas          | Leonardo Luco                               | Canal 13    |
| 1992        | El Palo al Gato          |                                             | Canal 13    |
| 1993        | Marrón Glacé             | Kostia                                      | Canal 13    |
| 1994        | Champaña                 | Juan José Sanfuentes                        | Canal 13    |
| 1995        | Estúpido cupido          | Aníbal Donoso                               | TVN         |
| 1996        | Sucupira                 | Rafael Aliaga                               | TVN         |
| 1997        | Oro Verde                | Cristóbal Ossandón                          | TVN         |
| 1998        | Borrón y Cuenta Nueva    | Rubén Salgado                               | TVN         |
| 1999        | Aquelarre                | Juan Pablo Huidobro                         | TVN         |
| 2000        | Santo ladrón             | Adrián Villegas                             | TVN         |
| 2001        | Amores de Mercado        | Pedro "Pelluco" Solís / Rodolfo Ruttenmeier | TVN         |
| 2002        | Purasangre               | Miguel Callasis                             | TVN         |
| 2003        | Pecadores                | Simón Valladares / Santiago Cienfuegos      | TVN         |
| 2004        | Destinos cruzados        | Daniel Riquelme                             | TVN         |
| 2007        | Alguien te Mira          | Julián García                               | TVN         |
| 2008        | El Señor de la Querencia | Manuel Pradenas                             | TVN         |
| 2009        | ¿Dónde está Elisa?       | Camilo Rivas                                | TVN         |
| 2009        | Conde Vrolok             | Count Domingo Vrolok                        | TVN         |
| 2010        | La familia de al lado    | Gonzalo Ibañez                              | TVN         |
| 2011        | Su nombre es Joaquín     | Joaquín Arellano                            | TVN         |
| 2012        | Separados                | Dr Jaime Mathews                            | TVN         |
| 2013        | Somos los Carmona        | Facundo Carmona                             | TVN         |
| 2014        | Pituca sin lucas         | Manuel Gallardo                             | Mega        |
| 2016        | Pobre gallo              | Nicolás Pérez de Castro                     | Mega        |

### Sources
- (en) Cet article est partiellement ou en totalité issu de l’article de Wikipédia en anglais intitulé « Álvaro Rudolphy » (voir la liste des auteurs).

- (es) Cet article est partiellement ou en totalité issu de l’article de Wikipédia en espagnol intitulé « Álvaro Rudolphy » (voir la liste des auteurs).